# تهمینه نیازوا
تهمینه نیازوا (تاجیکی: Таҳмина Ниёзова؛ زاده ۱۴ فوریه ۱۹۸۹) خواننده اهل تاجیکستان است. وی سال ۲۰۰۸ در آزمون بین‌المللی آوازخوان‌های استرادا شرکت نموده برنده آزمون «پنج ستاره انترویشن» گردیده بود.